# Hell (film, 2011)
Pour les articles homonymes, voir Hell.
Pour plus de détails, voir Fiche technique et Distribution.
Hell est un film d'horreur germano-suisse réalisé par Tim Fehlbaum, sorti le 22 septembre 2011 en Allemagne.

## Synopsis
Dans un futur proche, post-apocalyptique, la température sur Terre a augmenté de 10 degrés. Les rayons du soleil ont complètement brûlé la surface de la Terre et l'eau se fait très rare. Marie et Léonie, sa sœur, font route avec Phillip vers les montagnes dans l'espoir de trouver de l'eau. Mais ils ne sont pas les seuls survivants et vont devoir se confronter aux "prédateurs" pour survivre dans ce monde dangereux...

## Fiche technique
- Titre : Hell
- Réalisation et scénario : Tim Fehlbaum
- Production : Gabriele Walther et Thomas Wöbke
- Producteurs délégués : Roland Emmerich
- Coproducteurs : Stefan Gärtner, Ruth Waldburger
- Musique originale : Lorenz Dangel
- Photographie : Markus Förderer
- Montage : Andreas Menn
- Décors : Heike Lange
- Costumes : Leonie Leuenberger
- Pays d'origine[1] :  Suisse /  Allemagne
- Langue : allemand
- Genre : Horreur et science-fiction
- Durée : 86 minutes
- Date de sortie[2] :
  -  Suisse : 4 août 2011
  -  Allemagne : 22 septembre 2011

## Distribution
- Hannah Herzsprung : Marie
- Stipe Erceg : Tom
- Angela Winkler : Elizabeth
- Lars Eidinger : Phillip
- Lisa Vicari : Léonie

## Bande originale
La bande originale est composée par Lorenz Dangel
1. Prolog
2. Hoffnung
3. Abhang
4. Ausbruch
5. Feuerstelle
6. Abseilen
7. Tunnel
8. Marie flieht
9. Scheune
10. Finale
11. Epilog

- Durée totale : 36:34
- Editeur : amboss Recordings

On peut également entendre la chanson 99 Luftballons de Nena.